# 트란스니스트리아 몰도바 소비에트 사회주의 공화국
트란스니스트리아 몰도바 소비에트 사회주의 공화국(러시아어: Приднестровская Молдавская Советская Социалистическая Республика, 우크라이나어: Придністровська Молдавська Радянська Соціалістична Республіка, 루마니아어: Republica Sovietică Socialistă Moldovenească Nistreană)은 몰도바 소비에트 사회주의 공화국이 소련으로부터의 독립이 확정되었을때 소련의 잔류하길 희망하던 친소련 주의자들에 의해서 드네스트르강 동부에 설립되었다. 하지만 트란스니스트리아 몰도바 SSR은 당국에 의해 소비에트 공화국으로 인정되지 않았다.

## 같이 보기
- 소련
- 소련의 공화국
- 트란스니스트리아
- 몰도바 소비에트 사회주의 공화국